# Chaluhový les

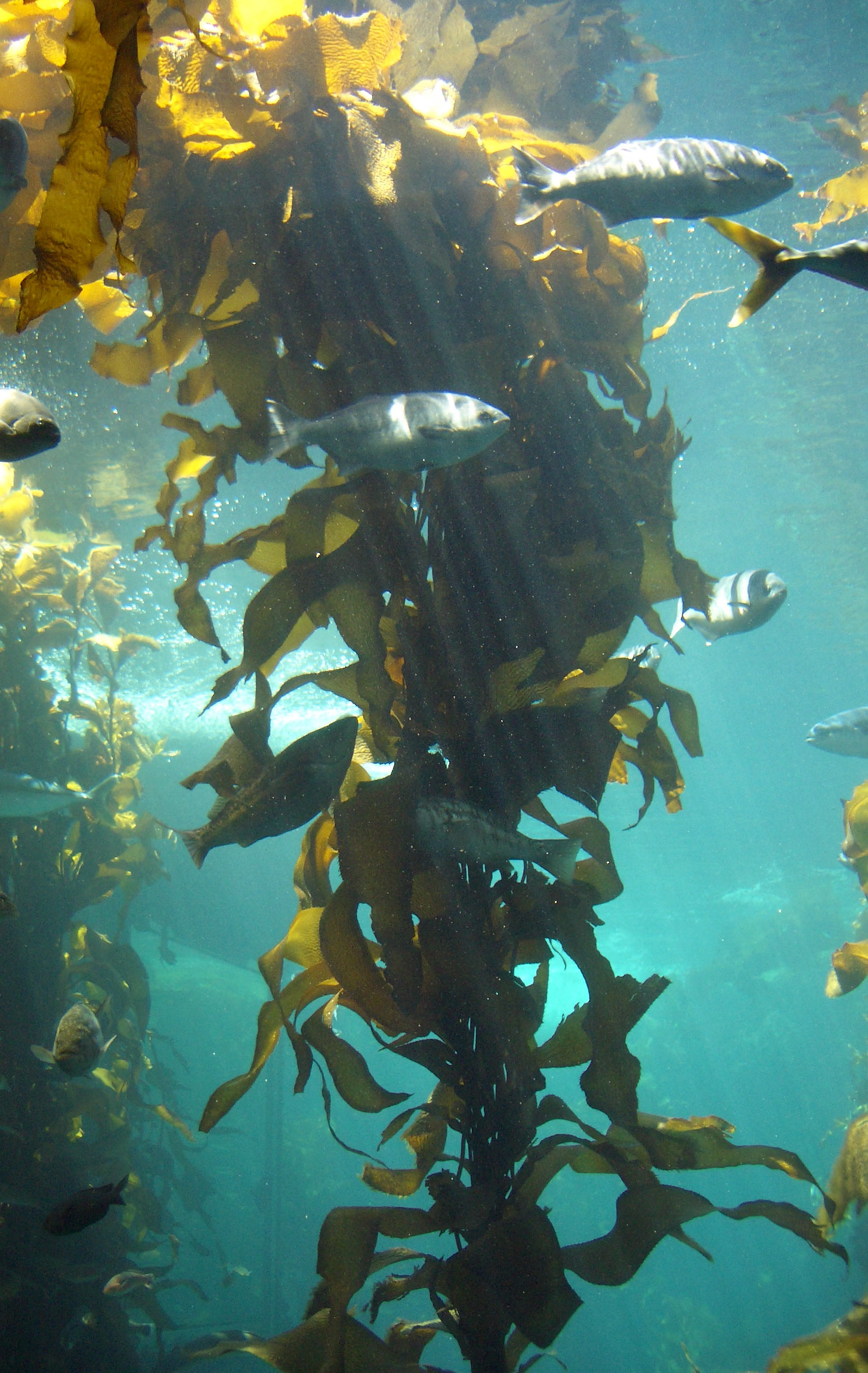
chaluhový les v Monterey Bay Aquarium

Chaluhový les, též kelpový les (kelp forest), je mořský porost (společenstvo) s výrazným zastoupením velkých chaluh. Je to jeden z nejproduktivnějších a nejdynamičtějších ekosystémů na Zemi. Malé oblasti s porosty řas jsou nazývány „chaluhové záhony“.
Chaluhové lesy se vyskytují v mírném a polárním podnebném pásu při pobřeží oceánů. V roce 2007 byl jeden objeven u pobřeží Ekvádoru.
Fyzicky je chaluhový les tvořen vzrostlými makroskopickými hnědými řasami (chaluhami). Poskytuje jedinečný, trojrozměrný habitat mořským organismům a je zdrojem poznání mnoha ekologických vazeb. Ve 20. století byl předmětem rozsáhlého výzkumu, zaměřeného především na trofické vztahy, ale neustále se objevují nové myšlenky, které souvisejí s tímto jedinečným ekosystémem. Chaluhové lesy mohou ovlivňovat pobřežní proudy a poskytovat mnoho ekosystémových služeb.
Chaluhové lesy jsou povětšinou spojeny s výstupnými mořskými proudy, které přinášejí chladnější, na živiny bohaté vody. U víceletých chaluh je největší nárůst biomasy spojen právě s výstupnými proudy.

## Výskyt

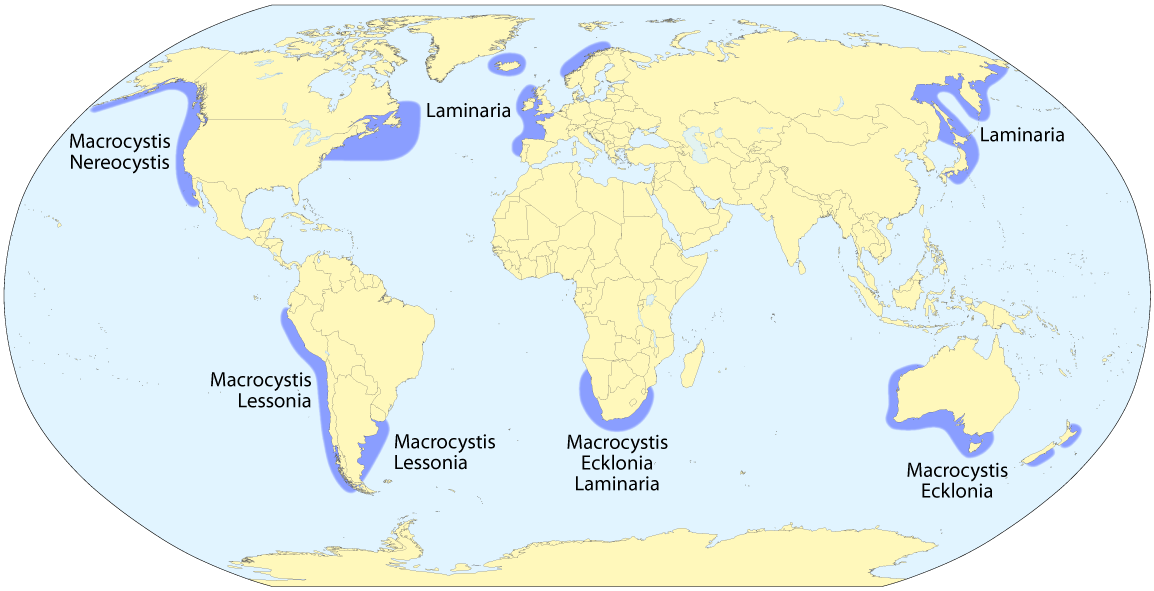
rozšíření chaluhových lesů

Pro pobřežní vody východního a západního Atlantského oceánu, Číny a Japonska je typický převládající rod chaluh Laminaria; pro Austrálii, Nový Zéland a jižní Afriku je to rod Ecklonia; a pro severovýchodní a jihovýchodní Tichý oceán a ostrovy Jižního oceánu je to bobulák (Macrocystis), který se objevuje ostrůvkovitě i u Austrálie, Nového Zélandu a jižní Afriky. Oblast s největší biologickou diverzitou chaluh (více než 20 druhů) je v severovýchodním Tichém oceánu, severně od San Francisca po Aleutské ostrovy. 
V dobře prozkoumaných aljašských chaluhových lesích vydry mořské (Enhydra lutris) coby klíčový druh kontrolují populace býložravých ježovek (Echinoidea). V jižní Kalifornii kontrolují počet býložravých ježovek například i humři a velké ryby jako pyskoun guadalupský (Semicossyphus pulcher). 
Vliv člověka přispívá k degradaci společenstev chaluhových lesů. Mimořádné obavy plynou z nadměrné těžby ryb (přelovování), které může vést ke zvyšování počtu býložravců nadměrně spásajících porosty řas. To může vést rychle k přeměně na pustou podmořskou krajinu, kde se udrží jen málo druhů.
Zavedení mořských chráněných území je jednou ze strategií, jak omezit dopad rybolovu a jak ochránit ekosystém před možnými následky environmentálního stresu.
Turisticky nejznámější pás kelpového lesa se nachází v Kalifornii.

## Poloha ve vodě
Celý ekosystém se nachází pod hladinou moře. Optimální teplota vody pro tento ekosystém je 10 až 15 stupňů Celsia. Je nutné, aby voda byla čistá, aby paprsky slunce mohly dosáhnout až na samé dno, z kterých čerpá kelp energii a může růst. Je to nutné proto, aby prováděl fotosyntézu. 

## Fauna a flora
Nejdůležitější adaptace živočichů je, že všichni musí dokázat dýchat pod vodou. Přestože je kelp velmi podobný suchozemské rostlině, je adaptovaný tak, aby dokázal žít v chladné, pohybující se, čisté vodě. Pro většinu zvířat, která obývají kelpový les, je potravou samotný kelp. V kelpovém lese se nachází tisíce živočichů, samice ryb schovávají rybky v listech kelpu. Je zde velké množství sasanek a mořských hub. Přežívá zde fytoplankton, což je rovněž hojná potrava pro živočichy, kteří zde žijí.

## Nebezpečí pro chaluhové lesy
Mezi největší nebezpečí patří znečištění od lidí, silné bouře, prudké změny teploty, které ovlivňují jak živočichy, tak hlavně kelp samotný. Mezi nebezpečí patří ale i odlov predátorů. Vede to k narušení potravního řetězce. Pokud jsou odloveny vydry mořské, které konzumují ježovky, může být zničen celý les.

## Přínosy
Populaci přinášejí možnost tvorby přírodních hnojiv a potencionální alternativní energetický zdroj. Kelp může být využit i pro alternativní stravu, kelpové chipsy.